# 马士杰
马士杰（1863年—1946年），字隽卿，江苏高邮人，清朝及中华民国政治人物、商人。

## 生平
马士杰是清朝举人，授内阁中书，荐为御史，奉派到日本考察。辛亥革命爆发后，马士杰因为受日本明治维新思想的影响，且因认识黄兴，乃倾向革命派，曾参加电吁清帝退位。
中华民国成立后，马士杰历任江苏都督府内务司司长，运河工程局总办等职。
抗日战争爆发后，马士杰积极主张抗战，后携家迁居上海，并且拒绝了殷汝耕提出的出任亲日政权职务的邀请。
民国三十五年（1946年），马士杰在高邮家中逝世。
马士杰除了从政外，还是一位商人，早年曾在扬州、高邮等地办典当行、钱庄、货号，其第三子马叔昂负责经营全部生意。今全国重点文物保护单位高邮当铺便曾为马家的产业。